# Algimia de Almonacid
Algimia de Almonacid – gmina w Hiszpanii, w prowincji Castellón, we wspólnocie autonomicznej Walencja, o powierzchni 20,33 km². W 2011 roku liczyła 312 mieszkańców.